# 린번
린번 엔진(Lean Burn Engine)은 '희박연소엔진'이라고도 하는데, 일반적인 엔진에 비해 공연비가 높다. 일반적인 엔진의 공기:연료 비율이 14.7:1 정도인데 반해서, 린번 엔진은 22:1 정도의 공연비로 작동한다. 연소효율의 향상을 통해 엔진성능의 손실 없이 배출가스 저감 및 연비개선이 목적이다.
배기가스 규제를 충족하기 힘들다는 단점으로 인해, 현재에는 거의 사용되지 않는다.

## 같이 보기
- 노킹